# Red Springs (Karolina Północna)
Red Springs – miasto w Stanach Zjednoczonych, w stanie Karolina Północna, w hrabstwie Robeson.